# Pepijn (boek)
Pepijn is een personage in de kinderboeken van Katie Velghe. De verhalen van Pepijn komen tot stand via de verhalen die Katie Velghe vertelde aan haar eigen zoon.

## Beschrijving van het personage
Pepijn is een engel die echter hopeloos mislukt in alle opdrachten die hij in de hemel krijgt toegewezen. Op de leeftijd van 1632 jaar (zeer jong voor een engel) en na alweer een grote mislukking in de hemel slaagt hij erin om "illegaal" te vluchten naar de aarde en daar beschermengel te worden van een mens. Zo komt hij bij Hanne (een jong meisje) terecht. Samen met Hanne en haar vrienden beleeft Pepijn spannende avonturen.

## Boeken met Pepijn
De volgende boeken verschenen in de reeks:
1. Pepijn en het duistere parfum (2005), waarin Pepijn, Hanne en hun vrienden het opnemen tegen Perfect Perfume, een bedrijf dat op het eerste gezicht alle dromen van de mensen wil vervullen, maar eigenlijk op een duivelse manier alle mensen in zijn macht probeert te krijgen
2. Pepijn en het wonderkabinet (2006), waarin Pepijn, Hanne en hun vrienden te maken krijgen met een geheimzinnige dokter (Dokter Sebastiaan Zoettekauw) die blijkbaar alle ziektes kan genezen. Maar opnieuw blijken hier boze plannen achter te schuilen (bekroond met de Kinder- en Jeugdjury prijs (categorie 4) 2008).
3. Pepijn en de doos der deugden (2007), waarin een ambitieuze directrice de school van Hanne en Lucas via een wedstrijd omzet in een echt strijdtoneel
4. Pepijn en de schatten van Euforia (2009), dat zich afspeelt in de kunstwereld. Via een wedstrijd konden kinderen van het vijfde en zesde leerjaar mee de inhoud van het verhaal bepalen. Achteraan in het boek zijn een reeks tekeningen van de winnende klas opgenomen.
5. Pepijn en het lied van de Kwellings (2010), waarin het stadje Engelendonk krijgt af te rekenen met een langdurige droogte. Een groep mensen komt in opstand tegen de afgekondigde maatregelen om zuinig om te gaan met het water. Voor Pepijn verandert er ook veel ... langzaam verliest hij zijn Engelkrachten ...
6. De val van een engel (2013), waarin Pepijn naar 'het Land Dat Niet is' moet reizen om de steen te vinden die zijn engelkrachten kunnen doen toenemen. Het is een reis tegen te tijd door een vreemde wereld.

## Recensies
De boeken kregen positieve recensies. Ze zijn spannend geschreven, en blijken zowel jong als oud te kunnen boeien.
De boeken zijn uitgegeven bij Uitgeverij Lannoo.

## Illustraties
De illustraties zijn van de hand van Jan Bosschaert.